# Saxofridericia
Saxofridericia é um género botânico pertencente à família Rapateaceae.

## Espécies
O género Saxofridericia contém as seguintes espécies:
- Saxofridericia aculeata Körn.
- Saxofridericia colombiana García-Barr. & L.E.Mora
- Saxofridericia compressa Maguire
- Saxofridericia duidae Maguire
- Saxofridericia grandis Maguire
- Saxofridericia inermis Ducke
- Saxofridericia petiolata Maguire
- Saxofridericia regalis R.H.Schomb.
- Saxofridericia spongiosa Maguire